# Jasenové
Jasenové és un poble i municipi d'Eslovàquia que es troba a la regió de Žilina, al centre-nord del país.

## Història
La primera menció escrita de la vila es remunta al 1407.

## Demografia
| Godina             | 1994 | 2004   | 2014   | 2024   |
| ------------------ | ---- | ------ | ------ | ------ |
| Nombre de persones | 621  | 635    | 599    | 603    |
| Diferència         |      | +2,25% | −5,66% | +0,66% |

| Godina             | 2023 | 2024 |
| ------------------ | ---- | ---- |
| Nombre de persones | 603  | 603  |
| Diferència         |      | +0%  |